# Vadreš
Vadreš is een plaats in de gemeente Barban in de Kroatische provincie Istrië. De plaats telt 58 inwoners (2001).